# DeBolt
DeBolt est un hameau (hamlet) de Greenview No 16, situé dans la province canadienne d'Alberta.

## Démographie
En tant que localité désignée dans le recensement de 2011, DeBolt a une population de 133 habitants dans 64 de ses 76 logements, soit une variation de 3.9% par rapport à la population de 2006. Avec une superficie de 2,808 2 km2, le hameau possède une densité de population de 47,361 3 hab/km2 en 2011.
Concernant le recensement de 2006, DeBolt abritait 128 habitants dans 55 de ses 61 logements. Avec une superficie de 2,808 2 km2, le hameau possédait une densité de population de 45,6 hab/km2 en 2006.